# فهرست شاهان کوتی

## پیشوایان کوتی
| نام         | دوران سیادت                              |
| ----------- | ---------------------------------------- |
| ایمتا       | سه سال سلطنت کرد (به روایتی پنج سال)     |
| اینگه شوش   | شش سال سلطنت کرد                         |
| سارلاگاب    | شش سال سلطنت کرد                         |
| ایارلاگاش   | شش سال سلطنت کرد (به روایتی شولمه)       |
| الولومس     | شش سال سلطنت کرد (به روایتی الولومش)     |
| ایگه سائوش  | شش سال سلطنت کرد (به روایتی اینی ماباگش) |
| ایگه سائوش  | شش سال سلطنت کرد (به روایتی لینگه شوش)   |
| ایارلاگاب   | پانزده سال سلطنت کرد                     |
| ایباته      | سه سال سلطنت کرد                         |
| ایارلاگاب   | سه سال سلطنت کرد (به روایتی ایارلانگاب)  |
| کوروم       | یک سال سلطنت کرد (به روایتی ... بی)      |
| خابیل‌کین    | سه سال سلطنت کرد (به روایتی هابیل‌کین)    |
| لائه رابوم  | دو سال سلطنت کرد                         |
| ایراروم     | دو سال سلطنت کرد                         |
| ایبرانوم    | یک سال سلطنت کرد                         |
| خابلوم      | دو سال سلطنت کرد                         |
| پوزودر سوئن | هفت سال سلطنت کرد                        |
| یارلاگاندا  | هفت سال سلطنت کرد                        |
| سی‌اوم       | هفت سال سلطنت کرد                        |
| تیریکان     | جهل روز سلطنت کرد (به روایتی تیریکا)     |

- مدت پادشاهی ۹۱ سال چهل روز.

در بعضی از روایات در مورد مجموع سال‌ها رقم دیگری ذکر شده است، در آغاز فهرست نام پادشاه مجهولی مفقود شمرده می‌شود. در نسخه L1 نتایج تحریف شده است. ساراتی‌گوبی‌سین پادشاه کوتیان که علی‌الرسم در تألیفات نام برده شده وجود خارجی ندارد. صحبت بر سر پادشاهی است که به نام اکدی مرآتی‌ کوبی‌سین موسوم بوده است